# Trimorphodon
Trimorphodon is een geslacht van slangen uit de familie toornslangachtigen (Colubrinae) en de onderfamilie Colubrinae.

## Naam en indeling
De wetenschappelijke naam van de groep werd voor het eerst voorgesteld door Edward Drinker Cope in 1861. Er zijn zeven soorten, een aantal soorten werd eerder tot andere geslachten gerekend, zoals Dipsas, Dipsadomorphus, Eteirodipsas en Sibon.

## Verspreiding en habitat
Alle soorten komen voor in delen van Noord- en Midden-Amerika en leven in de landen Nicaragua, Honduras, Guatemala, El Salvador, Costa Rica, Mexico, Verenigde Staten. Veel soorten komen endemisch voor in Mexico.
De habitat bestaat uit rotsige omgevingen, bossen en scrublands.

## Beschermingsstatus
Door de internationale natuurbeschermingsorganisatie IUCN is aan vijf soorten een beschermingsstatus toegewezen. Deze soorten worden beschouwd als 'veilig' (Least Concern of LC).

## Soorten
Het geslacht omvat de volgende soorten, met de auteur en het verspreidingsgebied.
| Naam                        | Auteur                          | Verspreidingsgebied                                     |
| --------------------------- | ------------------------------- | ------------------------------------------------------- |
| Trimorphodon biscutatus     | Duméril, Bibron & Duméril, 1854 | Mexico, Guatemala                                       |
| Trimorphodon lambda         | Cope, 1886                      | Mexico, Verenigde Staten                                |
| Trimorphodon lyrophanes     | Cope, 1860                      | Mexico, Verenigde Staten                                |
| Trimorphodon paucimaculatus | Taylor, 1938                    | Mexico                                                  |
| Trimorphodon quadruplex     | Smith, 1941                     | Nicaragua, Honduras, Guatemala, El Salvador, Costa Rica |
| Trimorphodon tau            | Cope, 1870                      | Mexico                                                  |
| Trimorphodon vilkinsonii    | Cope, 1886                      | Mexico, Verenigde Staten                                |